# Éric Lambert
Pour les articles homonymes, voir Éric Lambert (homonymie).
Éric Lambert, né le 30 janvier 1936 à Steenbrugge (Bruges) et mort le 16 avril 2020, est un footballeur belge qui joue au poste d'attaquant. Il est international « B » à 6 reprises. Il reste joueur jusqu'à l'âge de 48 ans !
Il est un des frères aînés de l'ancien international Raoul Lambert.

## Biographie
Éric Lambert est un des cinq fils de Cyriel Lambert et Marie Tance. Il a la particularité comme ses quatre frères d'avoir été formé au K. SK Steenbrugge. Les quatre autres frères (Urbain, Grégoire, Georges et le plus connu Raoul) ont également évolué en « Division 1 » et ou « Division 2 » !
Ce « Centre-avant » est une des icônes de La Gantoise des années '60, club pour lequel il joue un r^pole déterminant dans la conquête de son premier titre majeur, la Coupe de Belgique 1964. Il preste onze ans sous le maillot bleu des « Buffalos ». La saison qui suite son départ, le club gantois chute en « Division 2 » ! Lambert rejoint un ancien de « Gentbrugge » Freddy Chaves devenu entraîneur de Waregem où il preste de nouveau trois saisons dans la plus haute division.
Le « grand frère de Raoul » passe encore trois exercices en séries nationale, en « D3 », au White Star Lauwe, puis devient joueur-entraîneur à Lovendegem en 1re Provinciale de Flandre orientale. Il conduit ce club pour la première fois de son Histoire en « Promotion » pour la saison 1974-1975. Il ne parvient malheureusement pas à se maintenir.
Il dirige ensuite, le plus souvent comme joueur-entraineur, différents cercles provinciaux comme SK Wondelgem puis en 1980 son club d'origine, le SK Steenbrugge. Il cesse de jouer en 1984, à l'âge de 48 ans.

## Palmarès comme joueur
- Vainqueur de la Coupe de Belgique en 1964 avec l'ARA La Gantoise
- Troisième classé du Soulier d'Or 1960 derrière Van Himst et Bonga Bonga.

## Palmarès comme entraîneur
- Champion de 1re Provinciale (Flandre orientale) en 1974, avec le SK De Jeudg Lovendegem